# Arturo Orozco (Fußballspieler, I)
Arturo Orozco ist ein ehemaliger mexikanischer Fußballspieler auf der Position eines Stürmers.

## Laufbahn
Orozco stand von mindestens 1948 bis mindestens 1954 beim León Fútbol Club unter Vertrag, mit dem er dreimal die mexikanische Fußballmeisterschaft, einmal den Pokalwettbewerb und zweimal den Supercup gewann.
In der Liga erzielte Orozco insgesamt 28 Tore für die Esmeraldas, wobei die Saison 1949/50 seine in dieser Hinsicht erfolgreichste Spielzeit war, in der ihm neun Treffer gelangen. Großen Anteil hatte er auch am Pokalsieg der Saison 1948/49, als er im Achtelfinale beide Treffer zum 2:1-Sieg gegen den Stadtrivalen San Sebastián erzielte und auch im Halbfinale einen Treffer zum 2:1-Erfolg gegen den Club Atlas beisteuerte.

## Erfolge
- Mexikanischer Meister: 1948, 1949, 1952
- Mexikanischer Pokalsieger: 1949
- Supercup: 1948, 1949